# 一分为二
一分为二是毛泽东哲学思想的术语，用于表述辩证法的对立统一规律。其概念源自列宁的《哲学笔记》。

## 词源
《黄帝内经·太素·知石》：“一分为二，谓天地也。”邵雍《皇极经世绪言》卷七：“太极既分，两仪立矣。阳上交于阴，阴下交于阳，四象生矣……是故一分为二，二分为四。”

## 争论
中华人民共和国成立后，哲学家杨献珍提出用“合二而一”表述辩证法的对立统一规律。而1957年毛说过“一分为二，这是个普遍的现象，这就是辩证法。”
1964年春节期间，毛泽东召开了涉及文艺、学术和教育领域的座谈会，严厉批评意识形态上存在的问题。1964年5月29日，《光明日报》的《哲学》专刊发表艾恒武、林青山合写的《“一分为二”与“合二而一”——学习毛主席唯物辩证法思想的体会》。6月5日《光明日报》《哲学》专刊刊登了项晴的《“合二而一”不是辩证法》。杨献珍的“合二而一”成了批判的对象。1979年后，中国哲学界认为对“合二而一”的批判是不合适的。